# Château de Taunton
Le château de Taunton est un château fort construit pour défendre la ville anglaise de Taunton, dans le comté du Somerset.
Ses origines remontent à la période anglo-saxonne et plus tard, il devint le site d'un prieuré. Les Normands construisirent ensuite un château qui devint la propriété des évêques de Winchester et dont la structure en pierre était caractéristique de l'architecture normande. Les bâtiments qui sont aujourd'hui largement reconstitués se situent dans la cour intérieure et sont le musée du Somerset (en) et le musée militaire du Somerset.
Le château a été désigné par l'English Heritage comme monument classé Grade I.

## Origines anglo-saxonnes
La construction de la plus ancienne fortification de Taunton fut pour le roi Ine de Wessex et son épouse Æthelburg de Wessex, vers 710. Cependant, selon la chronique anglo-saxonne, elle fut détruite douze années plus tard, mais il est peu probable que ce fût sur le site du château actuel. La tradition veut qu'un minster ecclésiastique ait été fondé à Taunton, seulement quelques années plus tard, par la reine Frithugyth, épouse du roi Æthelheard de Wessex, et que les évêques de Wessex aient construit un manoir adjacent.

## Époques médiévale et Tudor
À l'époque du Domesday Book, Taunton appartenait à l'évêque de Winchester, qui possédait un minster ou un prieuré Augustinien sur le site. Entre 1107 et 1129, Guillaume Giffard, chancelier du roi Henri Ier, convertit le manoir de l'évêque en château. Ce fut son successeur, Henri de Blois, qui le transforma en un château fort en 1138, pendant la guerre civile anglaise qui fit rage sous le règne de son frère, le roi Étienne. En 1216, Monseigneur Pierre des Roches, un partisan du roi John, défendit le château lors d'une révolte de barons. À la fin du XIIe siècle, le donjon mesurait 20 × 30 m, et au premier étage, il y avait une grande salle située au-dessus d'une crypte voûtée en pierre. Pendant la seconde Guerre des barons, il était utilisé comme prison pour le fils de Simon de Montfort qui fut en détention dans ce lieu jusqu'en 1282. En 1451, lorsque le comte de Devon assiégea le château dont Lord Bonville était propriétaire, il fit en sorte d'entourer le mur d'enceinte et la cour intérieure.
La guérite de la cour intérieure datait probablement de l'époque d'Édouard Ier (1239-1307), mais elle fut changée par Monseigneur Walter Langton (en) en 1296. Il inséra une grande fenêtre à deux ouvertures de style Tudor, et plaça une tablette portant ses propres armes, soutenue par des anges au-dessus et les armoiries royales du roi Henri VII au-dessous. La grande salle (Great Hall en anglais), située juste en face de la porte d'entrée, mesure 37 m sur 9, ses murs sont en partie de style normand, mais ils furent fortement altérés par les générations qui suivirent. L'évêque Langton inséra des fenêtres Tudor, chacune d'entre elles, à l'exception de deux situées sur la façade nord, ont été remplacées par d'autres datant du XVIIe siècle ou du XVIIIe siècle. Le dernier bâtiment érigé à l'intérieur des murs était une école, payée par l'évêque Richard Fox dans les années 1520.

## Époque Stuart et guerre civile
En 1600, le château de Taunton était en ruines, mais il fut réparé pendant la guerre civile. Taunton avait été capturée par l'armée parlementaire sous le comte d'Essex en juin 1644, faisant de cette ville la seule enclave parlementaire dans le Sud-Ouest du pays. À la suite de la reddition forcée en septembre de l'armée d'Essex à Lostwithiel (en), en Cornouailles, les Royalistes maintinrent le Siège de Taunton (en). De juillet 1644 à juillet 1645, les forces parlementaires, commandées par le colonel Robert Blake, furent assiégées par les forces Royalistes, obéissant aux ordres de Lord Goring, bien que la ville fût brièvement soulagée par William Waller fin novembre. Une colonne de secours, menée par le colonel Ralph Weldon, partit pour Taunton le 11 mai, mais les forces unifiées étaient toujours assiégées. Les deux généraux furent retenus jusqu'à l'arrivée des secours le 14 juin, après que les troupes aient pu être dispensées de la bataille de Naseby. En 1662, après la guerre, le donjon fut démoli et il ne reste aujourd'hui que la base.
Ce fut dans la grande salle ou Great Hall, que le juge Jeffreys ouvrit en 1685 les Assises sanglantes à la suite de la rébellion de Monmouth. Sur plus de 500 partisans de James Monmouth portés devant la Cour le 18 et 19 septembre, 144 furent pendus et leurs dépouilles exhibées dans tout le comté pour s'assurer que les gens aient compris le sort réservé à ceux qui se rebellaient contre le roi.

## Architecture

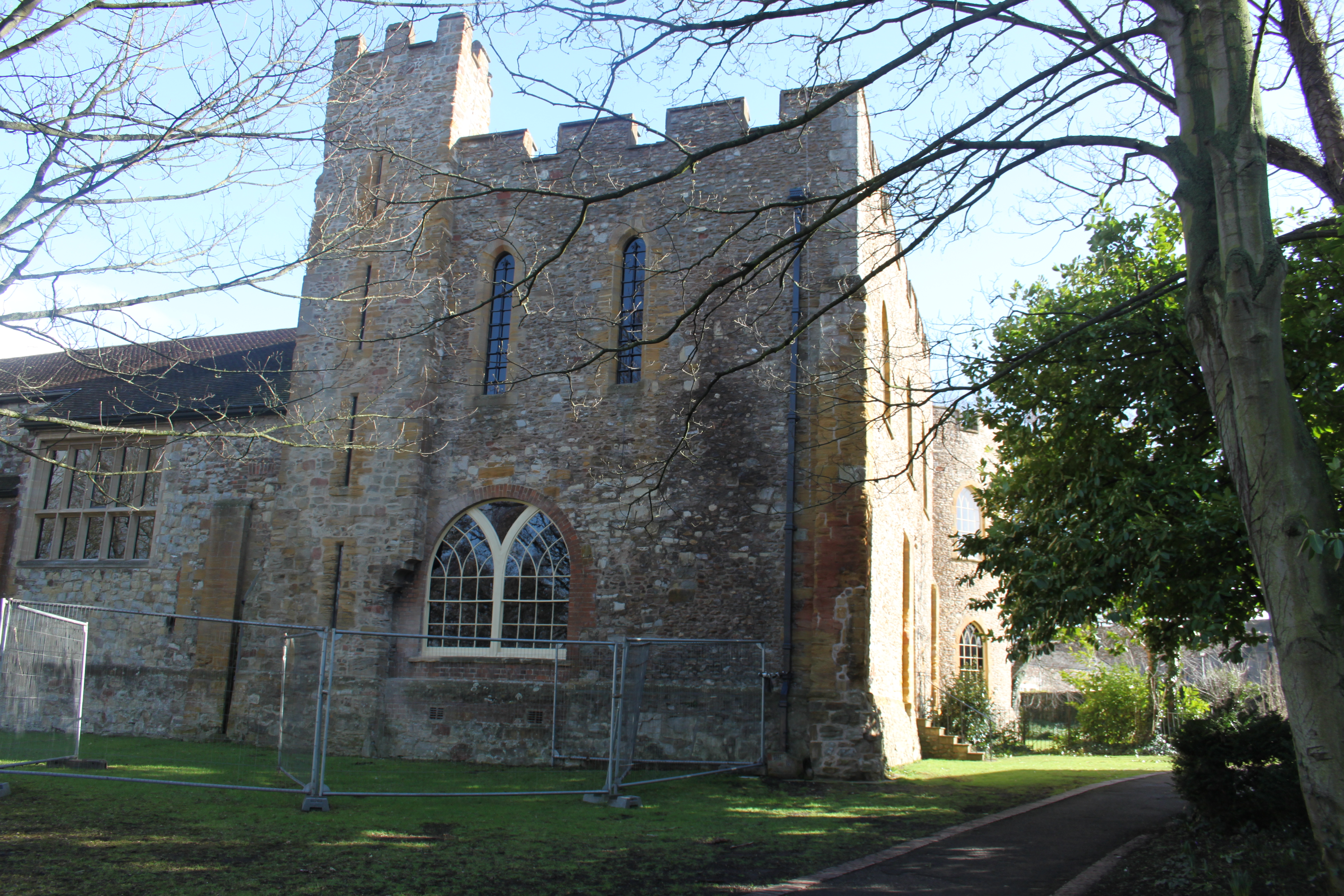
Le château vu de l'arrière.

Le donjon du château de Taunton, datant de la première moitié du XIIe siècle, était de style normand. Ses dimensions étaient de 15 m de long sur 12 m de large, ses murs avaient une épaisseur d'environ 4 m et il possédait trois étages. Il était là, situé dans les murs d'une cour intérieure dont le mur d'enceinte était en pierre, et il y avait une cour extérieure, représentée par le "Château Vert" (Green Castle en anglais) moderne. Jusqu'à la fin du XVIIe siècle, le château était encore utilisé comme prison.
En 1780, de nombreuses parties du château étaient en mauvais état et furent réparées dans un style georgien par Sir Benjamin Hammet, un banquier de Lombard Street, et membre du Parlement représentant la ville de Taunton (en). En 1786, il acheta la concession en tant que régisseur et gardien du château de Taunton, au nom de ses fils et de son neveu. Il changea le toit, inséra de nombreuses fenêtres et refondit beaucoup d'autres détails tout autour du château. Au cours des XVIIIe et XIXe siècles, la grande salle (Great Hall) fut utilisée pour des réunions publiques.
Dans la cour extérieure se trouvent aujourd'hui deux hôtels, qui ont été crénelés, afin d'être en harmonie avec les véritables remparts de la cour intérieure. Mais la grande porte, donnant sur l'enceinte, où ils se situent, constitue en partie une vraie antiquité, ayant en effet les voûtes d'un corps de garde de style "gothique décoratif ancien", datant environ de l'époque d'Édouard Ier, bien que la superstructure ait été restaurée en 1816. En 1873, il fut acheté par la Société archéologique et d'histoire naturelle du Somerset (en) et entre 1899 et 1900, la grande salle fut réparée et aménagée comme espace principal du musée. En 1908-1909, la Bibliothèque Adam fut créée dans le but d'abriter la collection de livres grandissante de la société.

## Le château actuel

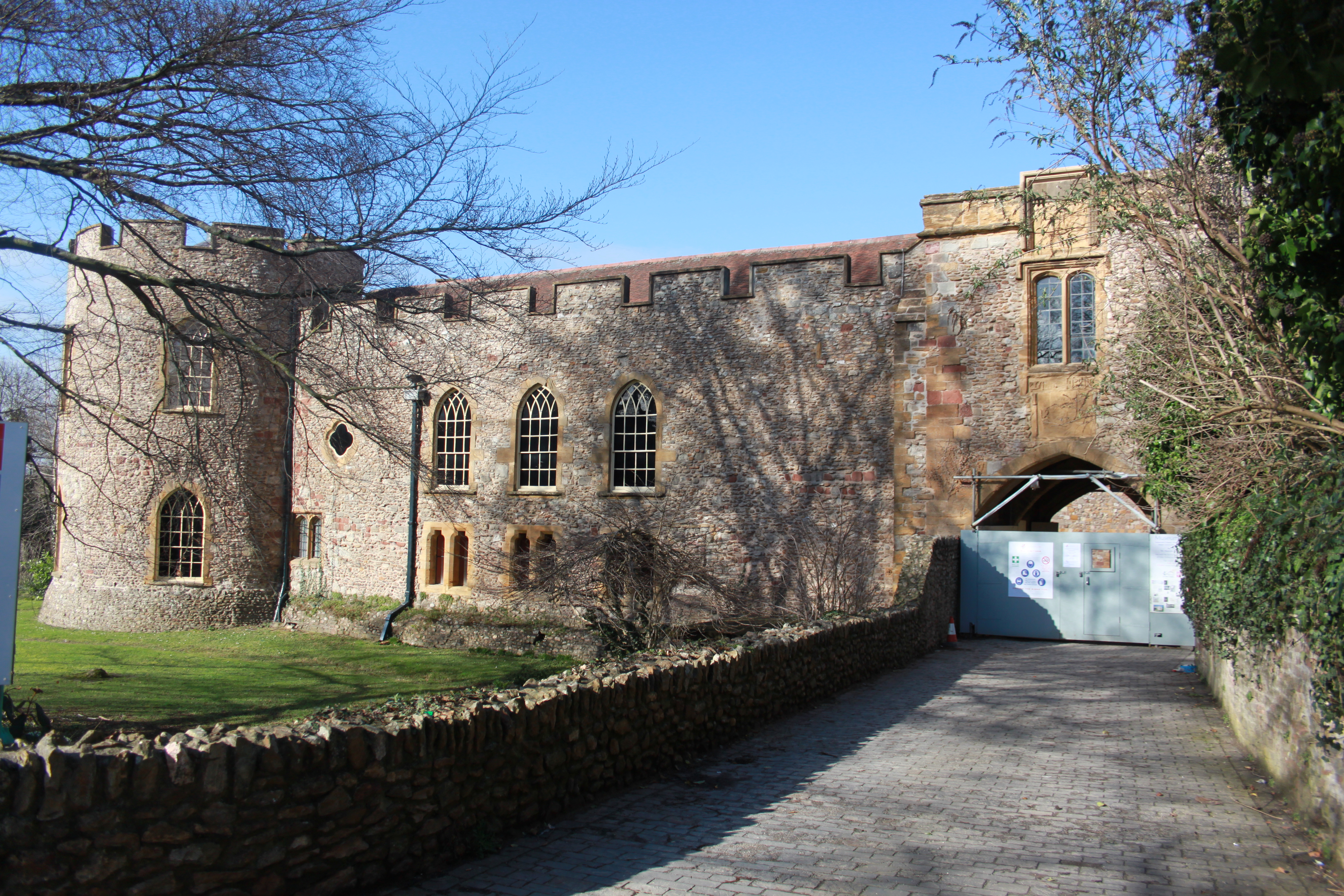
L'entrée fermée.

La grande salle et la cour intérieure du château initial constituent le musée du Somerset (en) qui a ouvert ses portes en septembre 2011, après 7 millions de livres consacrées à sa rénovation, en partie financée par l'Heritage Lottery Fund (en).

## Source
- (en) Cet article est partiellement ou en totalité issu de l’article de Wikipédia en anglais intitulé « Taunton Castle » (voir la liste des auteurs).